# ユン食堂
『ユン食堂』（ゆんしょくどう、朝: 윤식당）は、韓国のテレビチャンネル・tvNにて2017年3月24日から放送している料理・バラエティ番組である。
現在、シーズン2まで放送している。また、同じシリーズの「ユンスティ」についても記載する。

## 概要
韓国バラエティーの名プロデューサーであるナ・ヨンソク制作。
番組内容はユン・ヨジョンら人気俳優達が番組が決めた国に行き自ら料理をし、「ユン食堂」を期間限定で営業。その国地域の方や観光客に美味しい朝鮮料理を提供する番組である。また、出演者の語学力にも注目されていた。
シーズン3は通常通り、海外で撮影予定だったが新型コロナウイルスの世界的拡散により撮影が無期限延期になった。代わりにイ・ソジンが「三食ごはん・漁村編5」に、パク・ソジュンが「三食ごはん・山村編」にゲストとして出演している。
外国に撮影にいけないため、新たに「ユンスティ」という番組が2021年1月8日から放送が始まった。内容自体はユン食堂と変わらない。違う点とすれば韓国にいる外国人に美味しい朝鮮料理を提供する形となる。

## シリーズ

### シーズン1
舞台はインドネシアのギリ島。今回のメイン料理はプルコギ。だが営業2日目にギリ島の海岸整備事業が始まったことにより、1号店が解体することなった。そのため、急きょ別のところに移転し、2号店をオープンするというアクシデントがあった。
メニュー：プルコギ、プルコギライス、プルコギヌードル、プルコギバーガー、揚げ餃子、ラーメン、チキン、海鮮チヂミなど
出演者：
ユン・ヨジョン（社長兼料理長）、
イ・ソジン（常務）、
チョン・ユミ（調理補助）、
シン・グ（アルバイト）※第３話〜

### シーズン2
舞台はスペインのテネリフェ島・ガラチコ。今回のメイン料理はビビンバ。
メニュー：ビビンバ、野菜ビビンバ、キムチチヂミ、チャプチェ、タッカンジョン、カルビ、キムチチャーハン、ホットクなど
出演者：
ユン・ヨジョン（社長）、
イ・ソジン（副社長）、
チョン・ユミ（課長）、
パク・ソジュン（アルバイト）

### シーズン3・ユンステイ
ユン食堂の韓国国内版。舞台は全羅南道・求礼にある伝統家屋韓屋。韓国在住１年未満の外国人に美味しい朝鮮料理と宿泊でおもてなし。
出演者：
ユン・ヨジョン（会長）、
イ・ソジン（副社長）、
チョン・ユミ（室長・料理長）、
パク・ソジュン（課長・副料理長）、
チェ・ウシク（アルバイト・雑用係）

## 日本での放送
日本ではCS放送・BS放送にて放送している。韓国系音楽専門チャンネルMnetと女性チャンネル♪ LaLa TVにて放送されている。また、BS放送ではBS12が放送していた。日本での放送の際は吹き替えなしの字幕のみで放送している。なお、地上波での放送は、現在のところ未放送である。
「ユンステイ」については韓国系音楽専門チャンネルMnetと韓流専門チャンネルKNTVが放送している。
また、テレビでの視聴以外で視聴可能なのはABEMA、Paravi、huluなどのインターネットテレビと動画配信サイトにて視聴可能である。